# Excelsior Springs
|  | Dieser Artikel wurde aufgrund von inhaltlichen Mängeln auf der Qualitätssicherungsseite des Projektes USA eingetragen. Hilf mit, die Qualität dieses Artikels auf ein akzeptables Niveau zu bringen, und beteilige dich an der Diskussion! Eine nähere Beschreibung der zu behebenden Mängel fehlt. |

Excelsior Springs ist eine City im US-Bundesstaat Missouri. Sie liegt 40 km nordöstlich von Kansas City in der Metropolregion Kansas City und gehört zum Clay County und Ray County. Das U.S. Census Bureau hat bei der Volkszählung 2020 eine Einwohnerzahl von 10.553 ermittelt.